# Victoria Sanz Moreno
Victoria Sanz Moreno es una científica española. Es catedrática de Biología Celular del Cáncer en la Universidad Queen Mary de Londres.

## Primeros años
Sanz-Moreno nació en Londres, Reino Unido, de padre químico analítico y madre profesora de inglés. Tras finalizar los estudios postdoctorales de su padre, su familia regresó a España.
Sanz Moreno estudió Química y Bioquímica en la Universidad de Oviedo (España) y obtuvo un máster en Bioquímica. Se doctoró en Ciencias Químicas en el laboratorio de Piero Crespo de la Universidad de Cantabria.

## Carrera profesional
Tras realizar un breve postdoctorado en la Universidad de Cantabria, Sanz Moreno fue becaria intraeuropea CRUK y Marie Curie en el Instituto de Investigación del Cáncer de Londres. Recibió una beca CRUK Career Development Fellowship en 2011 y fundó un grupo de investigación independiente en la División Randall de Biofísica Celular y Molecular del King's College de Londres. En 2017 recibió una beca CRUK Senior Fellowship. En 2018 fue contratada por el Barts Cancer Institute como profesora de Biología Celular del Cáncer.
En 2014, se unió a la iniciativa Women of Influence (Mujeres influyentes) del Cancer Research UK, que ayuda a proporcionar apoyo personal y profesional a las científicas dedicadas a la investigación del cáncer.

### Reconocimiento
En 2008 recibió el Premio de Investigación 40 Aniversario de Applied Biosystems y EACR. Sanz Moreno fue preseleccionada para el Premio CRUK de Comunicación y Embajadora de Marca (2015). En 2017 recibió la medalla 2017 BSCB Women in Cell Biology Early Career Medal. En 2019 recibió el Distinguished Alumnus Award otorgado por el Colegio Inmaculada (Asturias) En 2021 fue elegida para formar parte de la Phone App «La Ruta de las Cientificas» junto con otras 8 científicas. En 2022, recibió el VP Award for Research Excellence de la Facultad de Medicina y Odontología de QMUL. En 2022, también recibió el Estela Medrano Memorial Award de la Society for Melanoma Research (SMR).